# Pyramidenstumpf

Schiefer Pyramidenstumpf

Netz des Pyramidenstumpfes einer regelmäßigen quadratischen Pyramide. Das Netz besteht aus einer jeweils quadratischen Grundfläche und Deckfläche sowie einer Mantelfläche aus vier kongruenten gleichschenkligen Trapezen.

Ein Pyramidenstumpf ist ein Begriff aus der Geometrie, der einen speziellen Typ von Polyedern (Vielflächnern) beschreibt. Ein Pyramidenstumpf entsteht dadurch, dass man von einer Pyramide (Ausgangspyramide) parallel zur Grundfläche an den Mantelflächen eine kleinere, ähnliche Pyramide (Ergänzungspyramide) abschneidet.
Die beiden parallelen Flächen eines Pyramidenstumpfes sind zueinander ähnlich. Die größere dieser beiden Flächen bezeichnet man als Grundfläche, die kleinere als Deckfläche. Den Abstand zwischen Grundfläche und Deckfläche nennt man die Höhe des Pyramidenstumpfes.
Das Volumen eines Pyramidenstumpfes kann mit Hilfe der folgenden Formel berechnet werden:
{\displaystyle V={\frac {h}{3}}\cdot \left(A_{\text{1}}+{\sqrt {A_{\text{1}}\cdot A_{\text{2}}}}+A_{\text{2}}\right)}
Dabei stehen {\displaystyle A_{1}} für den Flächeninhalt der Grundfläche, {\displaystyle A_{2}} für den Flächeninhalt der Deckfläche und {\displaystyle h} für die Höhe des Pyramidenstumpfes.
Für die aus Trapezen zusammengesetzte Mantelfläche gibt es keine einfache Formel. Je schiefer – bei gleichbleibender Höhe – die Pyramide, bzw. der Pyramidenstumpf ist, desto größer ist die jeweils zugehörige Mantelfläche.

## Beweise

### Volumen
Für die Berechnung des Volumens des Pyramidenstumpfes werden {\displaystyle h_{1}} als Höhe der Ausgangspyramide und {\displaystyle h_{2}} als Höhe der Ergänzungspyramide definiert, sodass {\displaystyle h_{1}-h_{2}=h} gilt. Aus der zentrischen Streckung folgt, dass
{\displaystyle {\frac {h_{1}}{h_{2}}}=k} und daher auch {\displaystyle {\frac {A_{1}}{A_{2}}}=k^{2}}.
Dabei ist {\displaystyle k} der Streckfaktor der zentrischen Streckung.
Das Volumen des Pyramidenstumpfes ergibt sich aus der Differenz zwischen dem Volumen der Ausgangspyramide und dem Volumen der Ergänzungspyramide:
{\displaystyle V=V_{1}-V_{2}={\frac {A_{1}\cdot h_{1}}{3}}-{\frac {A_{2}\cdot h_{2}}{3}}}.
Aus {\displaystyle {\frac {h_{1}}{h_{2}}}=k}  und {\displaystyle {\frac {A_{1}}{A_{2}}}=k^{2}} folgt {\displaystyle {\frac {h_{1}}{h_{2}}}={\frac {\sqrt {A_{1}}}{\sqrt {A_{2}}}}}.
Die Substitution {\displaystyle \lambda ={\frac {h_{1}}{\sqrt {A_{1}}}}} ergibt {\displaystyle h_{1}=\lambda \cdot {\sqrt {A_{1}}}} und {\displaystyle h_{2}=\lambda \cdot {\sqrt {A_{2}}}}.
Damit kann man das Volumen umschreiben:
{\displaystyle V={\frac {A_{1}\cdot \lambda \cdot {\sqrt {A_{1}}}}{3}}-{\frac {A_{2}\cdot \lambda \cdot {\sqrt {A_{2}}}}{3}}={\frac {\lambda \cdot ({A_{1}}^{\frac {3}{2}}-{A_{2}}^{\frac {3}{2}})}{3}}}.
Mit Hilfe der Formel {\displaystyle a^{3}-b^{3}=(a-b)\cdot (a^{2}+a\cdot b+b^{2})} angewendet auf {\displaystyle a={\sqrt {A_{1}}}}  und {\displaystyle b={\sqrt {A_{2}}}} ist das Volumen
{\displaystyle V={\frac {\lambda }{3}}\cdot \left({\sqrt {A_{1}}}-{\sqrt {A_{2}}}\right)\cdot \left({\sqrt {A_{1}}}^{2}+{\sqrt {A_{1}}}\cdot {\sqrt {A_{2}}}+{\sqrt {A_{2}}}^{2}\right)}
oder einfacher
{\displaystyle V={\frac {\lambda }{3}}\cdot \left({\sqrt {A_{1}}}-{\sqrt {A_{2}}}\right)\cdot \left(A_{1}+{\sqrt {A_{1}}}\cdot {\sqrt {A_{2}}}+A_{2}\right)}.
Der Faktor {\displaystyle \lambda \cdot \left({\sqrt {A_{1}}}-{\sqrt {A_{2}}}\right)} ist die Höhe {\displaystyle h}:
{\displaystyle \lambda \cdot \left({\sqrt {A_{1}}}-{\sqrt {A_{2}}}\right)=\lambda \cdot {\sqrt {A_{1}}}-\lambda \cdot {\sqrt {A_{2}}}=h_{1}-h_{2}=h}.
Daraus ergibt sich
{\displaystyle V={\frac {h}{3}}\cdot \left(A_{\text{1}}+{\sqrt {A_{\text{1}}\cdot A_{\text{2}}}}+A_{\text{2}}\right)}
mit dem Wurzelterm {\displaystyle {\sqrt {A_{\text{1}}\cdot A_{\text{2}}}}} als sogen. „geometrischem Mittel“ des Grund- und Deckflächeninhalts.

#### Grenzfälle
Nähern sich Grund- und Deckfläche einem Kreis, erhält man einen Kegelstumpf, für den dieselbe allgemeine Volumenformel gilt. Geht die Höhe der Ausgangspyramide dagegen gegen unendlich, nähert sich der Flächeninhalt der Deckfläche {\displaystyle A_{2}} dem der Grundfläche {\displaystyle A_{1}} und man erhält ein Prisma, dessen Volumenformel sich damit wegen {\displaystyle A_{1}=A_{2}} zu der Formel {\displaystyle V=h\cdot A_{1}} vereinfacht. Geht {\displaystyle A_{2}} schließlich gegen Null, erhält man ja nachdem, ob die Grundfläche ein n-Eck oder Kreis ist, eine komplette Pyramide oder einen Kegel mit der allgemeinen Volumenformel {\displaystyle V=\textstyle {\frac {h}{3}}\cdot A_{1}}.

## Regelmäßiger Pyramidenstumpf
Ein regelmäßiger Pyramidenstumpf hat jeweils ein regelmäßiges Vieleck als Grundfläche und als Deckfläche. Die Mantelfläche besteht aus kongruenten gleichschenkligen Trapezen. Der Mittelpunkt der Deckfläche liegt senkrecht über dem Mittelpunkt der Grundfläche.

### Formeln

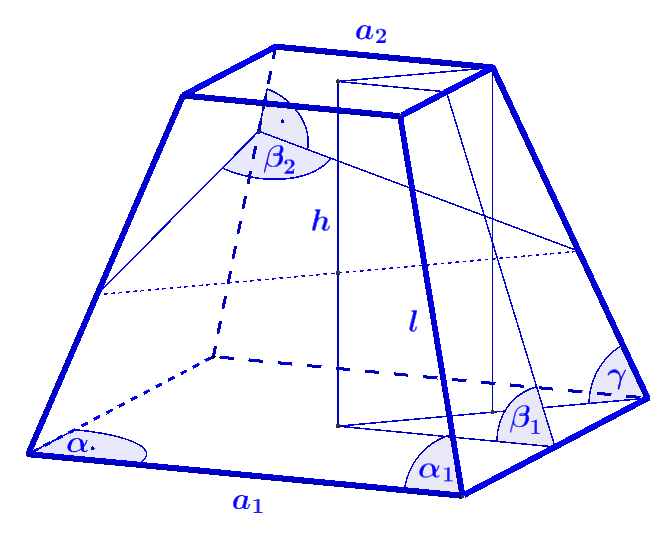
Quadratischer Pyramidenstumpf
Größen ohne Raumwinkel in den Ecken

| Größen eines regelmäßigen Pyramidenstumpfs (regelmäßiges n-Eck mit Seitenlänge a1 als Grundfläche, regelmäßiges n-Eck mit Seitenlänge a2 als Deckfläche und Höhe h) | Größen eines regelmäßigen Pyramidenstumpfs (regelmäßiges n-Eck mit Seitenlänge a1 als Grundfläche, regelmäßiges n-Eck mit Seitenlänge a2 als Deckfläche und Höhe h) | Größen eines regelmäßigen Pyramidenstumpfs (regelmäßiges n-Eck mit Seitenlänge a1 als Grundfläche, regelmäßiges n-Eck mit Seitenlänge a2 als Deckfläche und Höhe h)                                                                               |
| --- | --- | --- |
| | Allgemeiner Fall | Quadratischer Pyramidenstumpf |
| Volumen | {\displaystyle V={\frac {n\cdot (a_{1}^{3}-a_{2}^{3})\cdot h}{12\cdot (a_{1}-a_{2})}}\cdot \cot \left({\frac {\pi }{n}}\right)={\frac {n\cdot (a_{1}^{2}+a_{1}\cdot a_{2}+a_{2}^{2})\cdot h}{12}}\cdot \cot \left({\frac {\pi }{n}}\right)}                                          | {\displaystyle V={\frac {(a_{1}^{3}-a_{2}^{3})\cdot h}{3\cdot (a_{1}-a_{2})}}={\frac {(a_{1}^{2}+a_{1}\cdot a_{2}+a_{2}^{2})\cdot h}{3}}} |
| Oberflächeninhalt | {\displaystyle O={\frac {n}{4}}\cdot \left((a_{1}^{2}+a_{2}^{2})\cdot \cot \left({\frac {\pi }{n}}\right)+(a_{1}+a_{2})\cdot {\sqrt {4\cdot h^{2}+(a_{1}-a_{2})^{2}\cdot \cot ^{2}\left({\frac {\pi }{n}}\right)}}\right)}                                                           | {\displaystyle O=a_{1}^{2}+a_{2}^{2}+(a_{1}+a_{2})\cdot {\sqrt {4\cdot h^{2}+(a_{1}-a_{2})^{2}}}} |
| Flächeninhalt der Grundfläche | {\displaystyle A_{1}={\frac {n\cdot a_{1}^{2}}{4}}\cdot \cot \left({\frac {\pi }{n}}\right)} | {\displaystyle A_{1}=a_{1}^{2}} |
| Flächeninhalt der Deckfläche | {\displaystyle A_{2}={\frac {n\cdot a_{2}^{2}}{4}}\cdot \cot \left({\frac {\pi }{n}}\right)} | {\displaystyle A_{2}=a_{2}^{2}} |
| Flächeninhalt der Mantelfläche | {\displaystyle M={\frac {n\cdot (a_{1}+a_{2})}{4}}\cdot {\sqrt {4\cdot h^{2}+(a_{1}-a_{2})^{2}\cdot \cot ^{2}\left({\frac {\pi }{n}}\right)}}} | {\displaystyle M=(a_{1}+a_{2})\cdot {\sqrt {4\cdot h^{2}+(a_{1}-a_{2})^{2}}}} |
| Steilkantenlänge | {\displaystyle l=\left(h^{2}+{\frac {(a_{1}-a_{2})^{2}}{4\cdot \sin ^{2}\left({\frac {\pi }{n}}\right)}}\right)^{\frac {1}{2}}} | {\displaystyle l={\sqrt {h^{2}+{\frac {(a_{1}-a_{2})^{2}}{2}}}}} |
| Innenwinkel der regelmäßigen Grundfläche | {\displaystyle \alpha ={\frac {n-2}{n}}\cdot 180^{\circ }} | {\displaystyle \alpha =90^{\circ }} |
| Basiswinkel der gleichschenkligen Trapeze | {\displaystyle \alpha _{1}=\alpha _{2}=\arctan \left({\frac {1}{a_{1}-a_{2}}}\cdot {\sqrt {4\cdot h^{2}+(a_{1}-a_{2})^{2}\cdot \cot ^{2}\left({\frac {\pi }{n}}\right)}}\right)} | {\displaystyle \alpha _{1}=\alpha _{2}=\arctan \left({\frac {1}{a_{1}-a_{2}}}\cdot {\sqrt {4\cdot h^{2}+(a_{1}-a_{2})^{2}}}\right)} |
| Winkel zwischen Grundfläche und gleichschenkligen Trapezen | {\displaystyle \beta _{1}=\arctan \left({\frac {2\cdot h\cdot \tan \left({\frac {\pi }{n}}\right)}{a_{1}-a_{2}}}\right)} | {\displaystyle \beta _{1}=\arctan \left({\frac {2\cdot h}{a_{1}-a_{2}}}\right)} |
| Diederwinkel zwischen den gleichschenkligen Trapezen | {\displaystyle \beta _{2}=2\cdot \arctan \left({\frac {1}{2\cdot h}}\cdot \left({\frac {4\cdot h^{2}\cdot \sin ^{2}\left({\frac {\pi }{n}}\right)+(a_{1}-a_{2})^{2}}{\tan ^{2}\left({\frac {\pi }{n}}\right)-\sin ^{2}\left({\frac {\pi }{n}}\right)}}\right)^{\frac {1}{2}}\right)} | {\displaystyle \beta _{2}=2\cdot \arctan \left({\frac {1}{2\cdot h}}\cdot {\sqrt {4\cdot h^{2}+2\cdot (a_{1}-a_{2})^{2}}}\right)} |
| Winkel zwischen Kante und Grundfläche | {\displaystyle \gamma =\arctan \left({\frac {2\cdot h\cdot \sin \left({\frac {\pi }{n}}\right)}{a_{1}-a_{2}}}\right)} | {\displaystyle \gamma =\arctan \left({\frac {2\cdot h}{{\sqrt {2}}\cdot \left(a_{1}-a_{2}\right)}}\right)} |
| Raumwinkel an der Grundfläche | {\displaystyle \Omega _{1}=4\cdot \arctan \left({\sqrt {\tan \left({\frac {2\cdot \beta _{1}+\beta _{2}}{4}}\right)\cdot \tan \left({\frac {2\cdot \beta _{1}-\beta _{2}}{4}}\right)\cdot \tan ^{2}\left({\frac {\beta _{2}}{4}}\right)}}\right)}                                    | {\displaystyle \Omega _{1}=4\cdot \arctan \left({\sqrt {\tan \left({\frac {2\cdot \beta _{1}+\beta _{2}}{4}}\right)\cdot \tan \left({\frac {2\cdot \beta _{1}-\beta _{2}}{4}}\right)\cdot \tan ^{2}\left({\frac {\beta _{2}}{4}}\right)}}\right)} |